# María del Monte
María del Monte Tejado Algaba (Sevilla, 26 d'abril de 1962), coneguda artísticament com a María del Monte, és una cantant andalusa de sevillanes i de copla, així com presentadora de ràdio i televisió.

## Trajectòria
Començà la seva carrera musical a televisió guanyant el concurs Gente joven de TVE el 1983. Tanmateix, no va gravar el seu primer disc fins a 1988.
Als anys 90 va assolir molt d'èxit amb les seves sevillanes, especialment amb el seu disc Cántame sevillanas, que li va valer el reconeixement de la crítica, i amb el qual va aconseguir 3 discos de platí. El segon, titulat Cántame sevillanas, es va convertir en poc de temps en un èxit i va aconseguir 3 discos de platí. El seu tema més popular va ser Cántame. Aquest tema va fer que comencés a ser popular a l'Estat espanyol. Amb el pas del temps i amb diversos discos ha aconseguit guanyar-se el públic i és anomenada "Reina de les sevillanes" per un dels seus discos amb aquest nom.
Durant els mateixos anys també va col·laborar a programes Al compás de la copla (Antena 3) i Esa copla me suena (TVE). Posteriorment, a més de la seva activitat artística com a cantant de sevillanes i en el món de la copla, María del Monte ha estat presentadora de programes en ràdio i televisió.
El 2017, la Diputació de Sevilla li va concedir la medalla d'or de la província en reconeixement d'haver posat sempre en valor la gent i la cultura sevillana, tant com a cantant com a presentadora de televisió.

## Discografia
- 1988 Cántame Sevillanas
- 1989 Besos de luna
- 1989 Acompañame
- 1991 Al Alba
- 1991 Ahora
- 1992 Con el Alma
- 1996 He Intentado Imaginar
- 1998 Cartas de Amor
- 1998 Digan lo que digan
- 1999 De Siempre: Antología de las Sevillanas volumen I
- 2000 El dolor del amor: Antología de las Sevillanas volumen II
- 2001 Reina de las sevillanas
- 2002 Con otro aire: Antología de las sevillanas Volumen III
- 2003 Cosas de la vida
- 2004 Olé, Olé
- 2005 Un Chaparrón
- 2011 Cómo te echo de menos